# Mijo Gorski
Mijo Gorski (Gora Veternička, 1952. szeptember 17. –) horvát katolikus pap, a Zágrábi főegyházmegye segédpüspöke.

## Élete
Gorski püspök horvát római katolikus családban született hetedik gyermekként a Horvát Zagorje régióban.

## Tanulmányai
Miután elvégezte az általános iskolát és a gimnáziumot a zágrábi Šalatai Érseki Kisszemináriumban, beiratkozott a zágrábi Főegyházmegyei Teológiai Szemináriumba és ezzel egy időben a Zágrábi Egyetemre, ahol 1977-ig tanult, majd felszentelték 1977. június 26-án a Zágrábi főegyházmegye papjává filozófiai és teológiai tanulmányainak befejezése után.

## Lelkészi és nevelői munka
Felszentelése után Gorski atya 1978-tól 1979-ig káplánlént szolgált Vrbovecben, 1979-től 1982-ig pedig a zágrábi Szent Balázs-plébánián. 1982-től 1997-ig a zágrábi Dugave-i Szent Máté-plébánia adminisztrátoraként szolgált, ahol plébániatemplomot is épített. 1997-től 1998-ig a szamobori Szent Anasztázia-plébánia kormányzója és az Okići  esperesség esperese volt.
1998-tól 2002-ig a zágrábi Szent Balázs-plébánia plébánosa volt, amikor egyben Zágráb város püspöki helynökeként is szolgált. Gorskit kinevezték a zágrábi prímási káptalan kanonokává, valamint az egyházmegyei papságot és más egyházi tisztviselőket ellátó hőegyházmegyei intézmény igazgatójává. Tagja a Presbiteri Tanácsnak és a Zágrábi Főegyházmegye Tanácsadóinak Szövetségének.
főpap
2010. május 3-án XVI. Benedek pápa Epidaurum címzetes püspökévé és a Zágrábi főegyházmegye segédpüspökévé nevezte ki. 2010. július 3-án Josip Bozanić bíboros Valentin Pozaić és Ivan Šaško püspökké szentelte a zágrábi Nagyboldogasszony-székesegyházban.

## Fordítás
Ez a szócikk részben vagy egészben  a   Mijo Gorski című angol Wikipédia-szócikk ezen változatának fordításán alapul.  Az eredeti cikk szerkesztőit annak laptörténete sorolja fel. Ez a jelzés csupán a megfogalmazás eredetét és a szerzői jogokat jelzi, nem szolgál a cikkben szereplő információk forrásmegjelöléseként.